# Finland op de Olympische Jeugdwinterspelen 2012
Finland was een van de landen die deelnam aan de Olympische Jeugdwinterspelen 2012 in Innsbruck, Oostenrijk.

## Medailleoverzicht
| Sport                                                                    | Olympiër            | Onderdeel       | Medaille |
| ------------------------------------------------------------------------ | ------------------- | --------------- | -------- |
| Freestyleskiën                                                           | Niki Lehikoinen     | skicross (m)    | Goud     |
| IJshockey                                                                | Olympisch jeugdteam | jongenstoernooi | Goud     |
| Freestyleskiën                                                           | Lauri Kivari        | half-pipe (m)   | Zilver   |
| Noordse combinatie                                                       | Ilkka Herola        | individueel (m) | Zilver   |
| Als lid van een gemengd landenteam (telt niet mee voor landenklassement) |                     |                 |          |
| Kunstrijden                                                              | Eveliina Viljanen   | gemengd team    | Zilver   |

## Deelnemers en resultaten
(m) = mannen, (v) = vrouwen 

### Alpineskiën
| Olympiër        | Onderdeel           | Resultaat | Prestatie                          |
| --------------- | ------------------- | --------- | ---------------------------------- |
| Juho Sattanen   | super g (m)         | 26        | 1.08,86 (+4,41)                    |
| Juho Sattanen   | supercombinatie (m) | -         | - (-) (1.06,08, DNF)               |
| Juho Sattanen   | reuzenslalom (m)    | 25e       | 2.01,10 (+9,40) (59.12, 1.01,98)   |
| Juho Sattanen   | slalom (m)          | 12e       | 1.23,13 (+4,77) (41,75, 41,38)     |
|                 |                     |           |                                    |
| Olivia Schoultz | super g (v)         | 21e       | 1.10,27 (+4,49)                    |
| Olivia Schoultz | supercombinatie (v) | 24e       | 1.52,96 (+12,14) (1.11,82, 41,14)  |
| Olivia Schoultz | reuzenslalom (v)    | 25e       | 2.04,88 (+8,75) (1.02,51, 1.02,37) |
| Olivia Schoultz | slalom (v)          | 13e       | 1.27,95 (+8,19) (46,09, 41,86)     |

### Biatlon
| Olympiër                                                 | Onderdeel                 | Resultaat | Prestatie                                                                                              |
| -------------------------------------------------------- | ------------------------- | --------- | --- |
| Heikki Laitinen                                          | 7,5 km sprint (m)         | 27e       | 22.14,3 (+2.52,6) pen.: 2 (2+0)                                                                        |
| Heikki Laitinen                                          | 10 km achtervolging (m)   | 28e       | +4.46,9 pen.: 4 (1+0+2+1)                                                                              |
| Antti Repo                                               | 7,5 km sprint (m)         | 36e       | 22.30,0 (+3.08,3) pen.: 5 (2+3)                                                                        |
| Antti Repo                                               | 10 km achtervolging (m)   | 30e       | +5.07,9 pen.: 6 (3+0+2+1)                                                                              |
|                                                          |                           |           | |
| Jenny Ingman                                             | 6 km sprint (v)           | 30e       | 20.24,6 (+2.56,9) pen.: 3 (1+2)                                                                        |
| Jenny Ingman                                             | 7,5 km achtervolging (v)  | 24e       | +7.40,9 pen.:5 (0+2+1+2)                                                                               |
| Erika Janka                                              | 6 km sprint (v)           | 31e       | 20.28,8 (+3.01,1) pen.: 1 (1+0)                                                                        |
| Erika Janka                                              | 7,5 km achtervolging (v)  | 36e       | +9.09,7 pen.:8 (2+0+4+2)                                                                               |
| Jenny Ingman Erik Janka Heikki Laitinen Antti Repo       | gemengde estafette        | 16e       | 1:20.54,2 (+9.47,4) (3+10 1+9) 19.11,7 (1+3 0+2) 20.01,4 (1+3 0+3) 20.13,6 (0+1 0+1) 21.27,5 (1+3 1+3) |
| Jenny Ingman Katri Lylynpera Antti Repo Joonas Sarkkinen | biatlon/langlaufestafette | 19e       | 1:12.28,6 (5+10) 24.55,0 (1+3 4+3) 11.03,5 23.56,2 (0+3 0+1) 12.33,9                                   |

### Freestyleskiën
| Olympiër        | Onderdeel     | Resultaat | Prestatie            |
| --------------- | ------------- | --------- | -------------------- |
| Lauri Kivari    | half pipe (m) | Zilver    | 90,00 (48,75, 90,00) |
| Niki Lehikoinen | ski-cross (m) | Goud      | 56,15                |
|                 |               |           |                      |
| Wilma Löfgren   | (v)           |           |                      |

### IJshockey
| Olympiër | Onderdeel       | Resultaat | Prestatie |
| --- | --------------- | --------- | --- |
| Markus Haapanen Matias Haaranen Jaakko Hälli Manu Honkanen Waltteri Hopponen Kaapo Kähkönen Juuso Kannel Kasperi Kapanen Antti Kauppinen Joel Kiviranta Alex Levanen Otto Nieminen Miikka Pitkänen Jere Rouhiainen Eetu Sopanen Otto Tolvanen Joni Tuulola Jonne Yliniemi | jongenstoernooi | Goud      | Voorronde 3-0 Oostenrijk 4-3 Rusland 4-5 Verenigde Staten 2-3 Canada Halve finale 2-1 Canada Finale 2-1 Rusland |

### Kunstrijden
| Olympiër                                                                            | Onderdeel           | Resultaat | Prestatie                                         |
| ----------------------------------------------------------------------------------- | ------------------- | --------- | ------------------------------------------------- |
| Tino Olenius                                                                        | solo (m)            | 11e       | 127.12 [kk: 46.03 (8), vk: 81.09 (12)]            |
|                                                                                     |                     |           |                                                   |
| Evelina Viljanen                                                                    | solo (v)            | 12e       | 101.10 [kk: 29.73 (16), vk: 71.37 (10)]           |
|                                                                                     |                     |           |                                                   |
| Team 2 Eveliina Viljanen UKR Jaroslav Paniot RUS Maria Simonova / Dmitri Dragun     | gemengd landen team | Zilver    | 16 pnt. (237.35) 06 (76.27) 04 (85.06) 06 (76.02) |
| Team 5 SWE Myrtel Saldeen Olofsson Tino Olenius RUS Anna Yanovskaya / Sergey Mozgov | gemengd landen team | 6e        | 13 pnt. (231.21) 02 (64.16) 03 (82.50) 08 (84.55) |

### Langlaufen
| Olympiër                                                 | Onderdeel                 | Resultaat | Prestatie                                                            |
| -------------------------------------------------------- | ------------------------- | --------- | -------------------------------------------------------------------- |
| Joona Joensuu                                            | 10 km klassiek (m)        | 25e       | 32.24,3 (+2.55,5)                                                    |
| Joona Joensuu                                            | sprint (m)                | 17e       | kwartfinale                                                          |
| Joonas Sarkkinen                                         | 10 km klassiek (m)        | 5e        | 30.21,7 (+52,9)                                                      |
| Joonas Sarkkinen                                         | sprint (m)                | 18e       | kwartfinale                                                          |
|                                                          |                           |           |                                                                      |
| Katri Lylynpera                                          | 5 km klassiek (v)         | 14e       | 16.18,9 (+2.00,9)                                                    |
| Katri Lylynpera                                          | sprint (v)                | 5e        | finale                                                               |
| Leena Nurmi                                              | 5 km klassiek (v)         | 18e       | 16.34,6 (+2.16,6)                                                    |
| Leena Nurmi                                              | sprint (v)                | 9e        | halve finale                                                         |
|                                                          |                           |           |                                                                      |
| Jenny Ingman Katri Lylynpera Antti Repo Joonas Sarkkinen | biatlon/langlaufestafette | 19e       | 1:12.28,6 (5+10) 24.55,0 (1+3 4+3) 11.03,5 23.56,2 (0+3 0+1) 12.33,9 |

### Noordse combinatie
| Olympiër     | Onderdeel     | Resultaat | Prestatie                                                       |
| ------------ | ------------- | --------- | --------------------------------------------------------------- |
| Ilkka Herola | Gundersen (m) | Zilver    | schansspringen: 76,0 m - 130,2 p. (4e +0.29) langlaufen: +2,8 s |

### Schaatsen
| Olympiër        | Onderdeel      | Resultaat | Prestatie                      |
| --------------- | -------------- | --------- | ------------------------------ |
| Lasse Ahonen    | 500 m (m)      | 15e       | 84,75 (+ 9,25) [42,59 + 42,16] |
| Tuomas Rahnasto | 500 m (m)      | 12e       | 82,80 (+ 7,30) [41,58 + 41,21] |
| Tuomas Rahnasto | 3000 m (m)     | 15e       | 4.44,44 (+ 41,22)              |
| Tuomas Rahnasto | massastart (m) | 26e       | 3 ronden geschaatst            |

### Schansspringen
| Olympiër                                                  | Onderdeel                                        | Resultaat | Prestatie                                                            |
| --------------------------------------------------------- | ------------------------------------------------ | --------- | -------------------------------------------------------------------- |
| Miika Ylipulli                                            | individueel (m)                                  | 5e        | 246,8 ptn. (73,0 m en 72,5 m)                                        |
|                                                           |                                                  |           |                                                                      |
| Jenny Rautionaho                                          | individueel (v)                                  | 7e        | 195,0 ptn. (62,5 m en 63,5 m)                                        |
|                                                           |                                                  |           |                                                                      |
| Team Finland Jenny Rautionaho Ilkka Herola Miika Ylipulli | gemengd team noordse combinatie / schansspringen | 4e        | 276,2 + 302,1 = 578,3 pnt. 064,1 + 057,2 102,3 + 119,2 109,8 + 125,7 |

### Snowboarden
| Olympiër         | Onderdeel      | Resultaat | Prestatie                                      |
| ---------------- | -------------- | --------- | ---------------------------------------------- |
| Kalle Järvilehto | halfpipe (m)   | 16e       | Halve finale: 10e (54.00) Serie: 8e (53.75) QS |
| Kalle Järvilehto | slopestyle (m) | 11e       | Finale: 11e (56.00) Serie: 7e (69.00) Q        |
| Tuomas Pohjonen  | halfpipe (m)   | 23e       | Serie: 12e (47.25)                             |
| Tuomas Pohjonen  | slopestyle (m) | 7e        | Finale: 7e (80.25) Serie: 4e (76.25) Q         |
|                  |                |           |                                                |
| Hanna Ehtonen    | halfpipe (v)   | 13e       | Kwalificatie: 13e (21.75)                      |
| Hanna Ehtonen    | slopestyle (v) | -         | Kwalificatie: DNS                              |
| Emma Kanko       | halfpipe (v)   | 12e       | Kwalificatie: 12e (26.00)                      |
| Emma Kanko       | slopestyle (v) | 10e       | Kwalificatie: 10e (55.00)                      |